# Marta Morara
Marta Morara (Imola, 26 dicembre 1999) è un'altista italiana.

## Palmarès
| Anno | Manifestazione              | Sede  | Evento        | Risultato | Misura | Note  |
| ---- | --------------------------- | ----- | ------------- | --------- | ------ | ----- |
| 2022 | XIX Giochi del Mediterraneo | Orano | Salto in alto | Bronzo    | 1,87 m | [ 1 ] |